# 48798 Пен Хуаньу
48798 Пен Хуаньу (48798 Penghuanwu) — астероїд головного поясу, відкритий 6 жовтня 1997 року.
Тіссеранів параметр щодо Юпітера — 3,312.
Названо на честь китайського фізика-теоретика Пен Хуаньу (кит.: 彭桓武, 1915—2007), що вніс значний внесок у теоретичну фізику і зіграв важливу роль у розвитку наукових досліджень у Китаї, особливо в розвитку міждисциплінарних наукових досліджень.